# キャット・ファミリー
キャット・ファミリー（Catt family）は、ロナルド・"スコット"・キャットと、のちに彼の2人の子供のヘイデンとアビゲイルが参加し、オレゴン州ポートランドとテキサス州ヒューストン周辺で何件もの銀行強盗を犯した。妻の死後、麻薬とアルコールの中毒で仕事が続かず、キャットは経済的困難に直面したことで、一家の収入を銀行強盗で手にすることにした。キャットと家族は、何件もの銀行強盗を実行しているが、そのいずれも、一見するとアメリカの典型的な中流家庭の暮らしの中で行われている。

## 家族の生い立ち
ロバート・スコット・キャット(1963年生まれ)は、エンジニアでベス・キャット(旧姓ウォーレル)と結婚した。夫婦には二人の子供が生まれ、ポートランドから45マイル離れたダンディーで暮らす。1997年に肺がんで妻が亡くなると、スコットは麻薬とアルコールに浸るようになった。母親が亡くなった当時、息子のヘイデンは5歳、娘のアビーは2歳だった。しかし、友人たちには子育てに熱心なシングルファーザーと見られていた。
ヘイデンとアビーは高校に進むと、ふたりともスイミングチームに所属する優秀な学生として過ごした。スコットはマクミンビルの水泳クラブの理事長を務め、コミュニティの中で尊敬されるリーダーだった。2011年、スコットは再び失職し家を失うと、エンジニアの職を求めて2012年1月にテキサス州に引っ越す。二人の子供は退学し、アビーは祖母と暮らし、ヘイデンはハワイのリゾート地で働き始めた。

しかし、ヘイデンとアビーは、すぐにテキサスの父の元へ移り、一家はヒューストン郊外のケイティにある中流階級が暮らす集合住宅で生活を始める。その地域でキャット一家は"ただ毎日、当たり障りのない人たち"と思われていた。スコットは鉱石の輸送システムをデザインするエンジニアとして十分な収入を得て、アビーはモールでヴィクトリア・シークレットのアウトレット店で働き、ヘイデンはホテル・コンシェルジュとして成功しようとしていた。

## 銀行強盗
2000年から2002年にかけて、スコットはオレゴン州ポートランドの地域で5件もの銀行強盗を犯している。その多くは子供たちに気付かれず、数年の期間に渡って行われた。スコットによると、それ以前からの薬物とアルコールの中毒を満たしつつ家計を支えるために強盗を始め、次第に銀行強盗をする強迫観念が加わるようになったと話している。

### オレゴン州ポートランド地域
スコットの父が地方銀行の融資担当者だったことから、銀行の日常業務の手順について内部情報を持っていた。父親は幼いスコットに、銀行で働いているときに強盗に襲われたエピソードを話している。父親に、どうして誰も強盗を止めようとしなかったのか聞くと、従業員は銀行強盗の言うことに従い、言われるまま金を与えるのが良い(金は保険で戻ってくる)と父親は答えた。スコットが最初に襲った銀行は、まさに父親が働いていた、マクミンビルで暮らした家の数ブロック先にある銀行だった。強盗はうまく行き、2500ドル相当を手に入れた。一年後、別の銀行を襲い、以後は必要に応じて1年ほど間を置いて強盗を繰り返す。だいたい1度の強盗で5000ドルから1万ドルを手にした。
2010年に、ふたたび支払いを滞納し、新たな銀行強盗を計画する。そして、助けがあれば強盗中に銀行の金庫に入って、もっと多くの金を手に入れられると考え始めた。家族以外に信用を置ける人も無く、スコットは息子のヘイデンに"アルバイト"として強盗を手伝わないかと聞いた。ヘイデンは嫌々ながらも賛成し、父親の強盗計画に参加することにする。しかし、強盗計画の当日に神経質になりすぎたヘイデンはアパートから出られず、スコットは一人で強盗を実行し、息子に簡単に強盗ができると手本を示した。

### テキサス州ヒューストン地域
2012年、一家はテキサス州でやり直すことにし、キャットは2人の子供の協力を得て、表向きは普通の生活を送りながら、次々と強盗を実行することにした。家族の手助けで実行した最初の犯行は、2012年8月9日のコメリカ銀行の強盗だった。スコットとヘイデンは塗装工が着るようなツナギを着て、帽子、サングラス、外科用マスクに手袋を装着し、本物に見えるエアガンを手に銀行に押し入り、アビゲイルは盗んだナンバープレートを貼り付けた1999年製フォルクスワーゲンの中で待機していた。
2012年11月9日にケイティにあるthe First Community Credit Unionで2回目の強盗を行う。事前の下見で、すぐそばで工事計画があることを知り、工事をしている作業員と同じ服装で紛れ込んだ。今回はヘイデンは付け髭、スコットは塗装工が使うマスクを装着していた。アビゲイル・キャットは、今回もまた逃走用の車を運転している。
テキサスでの2件の強盗で、一家は合わせて17万ドル相当を奪っている。

## 逮捕
ヒューストンでの2回目の強盗を捉えた防犯カメラ映像を見ていた捜査官は、強盗犯たちが着ていたオレンジのベストが新しいことに気付いた。付近の取扱業者の防犯カメラ映像を調べると、すぐ近くのホーム・デポで父親名義のクレジットカードでベストを買う兄妹が映っているのを確認できた。キャット一家が3回目と4回目の強盗(どちらも翌日に予定していた)の最後の準備に取り掛かってる2012年11月9日、スコットとヘイデンは自宅アパートで逮捕され、二人の取り調べの後、アビーと連絡を取り自首するよう説得して同日に彼女も逮捕された。

## 判決
オレゴンの強盗事件は、逮捕の時点で時効が成立していたが、依然として量刑の判断で考慮される段階であった。2013年11月14日、罪状認否手続きにおいて、1件の子供たちは加重強盗の罪に問われ、ヘイデンは懲役10年、アビゲイルには懲役5年の判決を受け入れた。その翌月、スコットは加重強盗について抗弁したが、懲役24年の判決が出た。FBIはオレゴンの事件は父親が起こしたものだが、それらの事件は子供たちが加わる前のものだとしている。

### 釈放
2015年9月11日、懲役5年のうちフォートベンド郡の拘置所で2年11ヶ月が過ごしたあと、アビゲイル・キャットの仮釈放が認められた。フォートベンドの保安官は、ある事情から、刑務所の代わりに拘置所にアビゲイルを留めおいた。彼は彼女は家族の被害者と考え、彼女の明るい未来の準備を手助けしたいと願った。しかしながら、釈放されてすぐ、彼女は仮釈放違反で再収監され、1年以上を拘置所で過ごした。